# Higbee, Missouri
Higbee, Missouri (енгл. Higbee) град је у америчкој савезној држави Мисури.

## Демографија
По попису из 2010. године број становника је 568, што је 55 (-8,8%) становника мање него 2000. године.
| Група             | 2000.       | 2010.       |
| Белци             | 595 (95,5%) | 548 (96,5%) |
| Афроамериканци    | 14 (2,2%)   | 2 (0,4%)    |
| Азијати           | 0 (0,0%)    | 0 (0,0%)    |
| Хиспаноамериканци | 8 (1,3%)    | 2 (0,4%)    |
| Укупно            | 623         | 568         |